# Hajnalka Király-Picot
Hajnalka Király-Picot (ur. 2 marca 1971 w Veszprémie) – węgierska szpadzistka, od 2003 reprezentująca Francję, brązowa medalistka olimpijska, wielokrotna medalistka mistrzostw świata i Europy.

## Życiorys
Podczas igrzysk olimpijskich w Atenach w 2004 roku reprezentacja Francji w składzie: Sarah Daninthe, Laura Flessel-Colovic, Hajnalka Kiraly-Picot i Maureen Nisima zajęła trzecie miejsce w zawodach drużynowych. W zawodach indywidualnych Király-Picot była piętnasta. Brała też udział w igrzyskach olimpijskich w Pekinie w 2008 roku, zajmując jedenaste miejsce w rywalizacji indywidualnej.
Na mistrzostwach świata w Essen w 1993 roku razem z Gyöngyi Szalay, Mariną Várkonyi, Tímeą Nagy i Mariann Horváth wywalczyła złoty medal w rywalizacji drużynowej. W tej samej konkurencji Węgierki z Király w składzie zdobywały następnie złote medale na mistrzostwach świata w Hadze (1995), mistrzostwach świata w Kapsztadzie (1997) i mistrzostwach świata w Lizbonie (2002) oraz brązowy podczas mistrzostw świata w Atenach (1994). W barwach Francji zdobywała złote medale na mistrzostwach świata w Lipsku (2005), mistrzostwach świata w Petersburgu (2007) i mistrzostwach świata w Pekinie (2008) oraz srebrny podczas mistrzostw świata w Turynie (2006).
Kilkukrotnie zdobywała medale mistrzostw Europy, w tym złote w turnieju drużynowym podczas mistrzostw Europy w Koblencji (2001) oraz mistrzostw Europy w Moskwie (2002).
Jest żoną francuskiego szpadzisty, Patricka Picota.